# Liza Frulla
 (octobre 2008).
Si vous disposez d'ouvrages ou d'articles de référence ou si vous connaissez des sites web de qualité traitant du thème abordé ici, merci de compléter l'article en donnant les références utiles à sa vérifiabilité et en les liant à la section « Notes et références ».
Liza Frulla (autrefois connue sous le nom de Liza Frulla-Hébert), née le 30 mars 1949 à Montréal, est une femme politique canadienne originaire du Québec.

## Biographie
Elle termina en 1969 un baccalauréat ès arts au Collège Basile-Moreau et, en 1973, une maîtrise en pédagogie à l'Université de Montréal.
De 1974 à 1976, elle a travaillé dans les affaires publiques pour le comité organisation des Jeux olympiques de Montréal. De 1989 à 1998, elle a représenté la circonscription de Marguerite-Bourgeoys à l'Assemblée nationale du Québec. Elle a été ministre des Communications et ministre de la Culture. Bien qu'elle ait voté Oui au référendum sur la souveraineté du Québec de 1980 (révélé à l'émission « Le Club des ex » le 1er novembre 2007), elle a été vice-présidente du comité pour le Non au référendum de 1995.

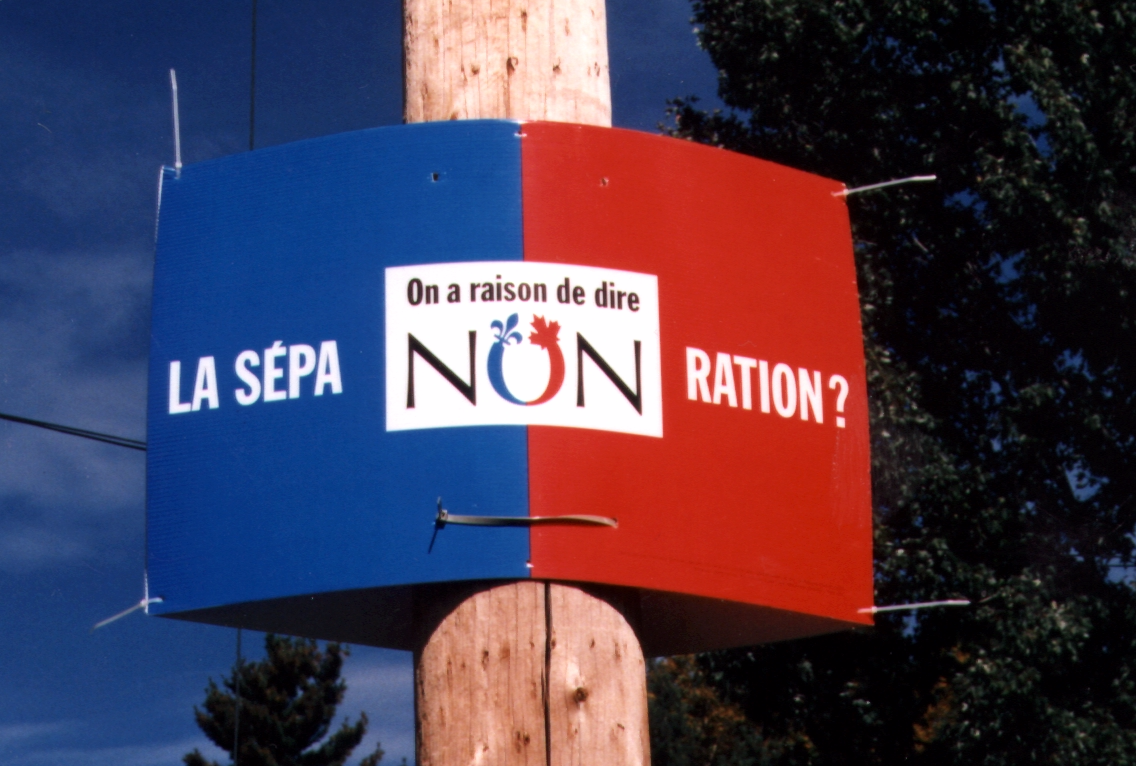
Liza Frula était vice-présidente du comité du NON lors du référendum sur la séparation du Québec en 1995.

Par la suite, elle a œuvré dans le domaine de la publicité chez Vickers & Benson, comme directrice du marketing de la brasserie Labatt et comme vice-présidente de Télémédia et directrice générale de CKAC. Elle a aussi animé, pendant quatre ans, une émission quotidienne à la télévision de Radio-Canada.
En 2002 elle effectue sur la scène fédérale un retour en politique sous la bannière du Parti libéral du Canada. Elle a été députée dans le caucus du Parti libéral du Canada pour la circonscription de Jeanne-Le Ber, Québec. Elle a également été ministre du Développement social, ministre du Patrimoine canadien et ministre responsable de la condition féminine. Elle est impliquée dans l'affaire Option Canada.
Elle a aussi servi antérieurement comme ministre du Développement social. À la suite de la défaite du Parti libéral du Canada aux élections du 23 janvier 2006, elle a subi la défaite avec un écart de 6 % contre le bloquiste Thierry St-Cyr.
Liza Frulla a été la présidente de Canal Évasion, chaîne spécialisée en voyages, tourisme et loisirs. Elle est aussi professeur associée à l’Université de Sherbrooke et collabore dans différents médias comme analyste et chroniqueuse.
De plus, elle est présidente de la Fondation du Musée d’art contemporain de Montréal et présidente du conseil d’administration d’Hexagram, un institut de recherche en arts et technologies médiatiques.
Elle n'a pas caché son amitié avec son adversaire politique, Louise Beaudoin. En 2007, elles publient conjointement le livre Amitié interdite.
Liza Frulla participe à l'émission Le club des ex de 2007 à 2013 à RDI, et à l'émission C'est juste de la TV (de 2008 à 2013) diffusée à ARTV.
Le 15 mars 2013, elle démissionne de son poste à l'émission Le club des ex. La décision a été influencée à la suite d'un éventuel conflit d'intérêts qu'aurait causé le passage de son conjoint André Morrow à La Commission Charbonneau.
Le fonds d’archives Liza Frulla est conservé au centre d’archives de Québec de la Bibliothèque et Archives nationales du Québec.
Depuis le 3 août 2015, elle est directrice générale de l'Institut de tourisme et d'hôtellerie du Québec.

## Honneurs
- Médaille de l'Assemblée nationale en 2005[8]
- Compagne de l'Ordre des arts et des lettres du Québec en 2015[9]
- Officier de l'Ordre national du Québec en 2016[2]